# Macoubea guianensis
El ucuye, amapá, cumá, cucuy o molongó (Macoubea guianensis) es un árbol de la familia de las apocináceas, nativa de la Amazonia, que crece en las Guayanas, Bahía y norte de Brasil, sur de Venezuela, Colombia y nororiente del Perú, en las tierras bajas no inundables, hasta los 1.600 m de altitud.

## Descripción
Alcanza entre 5 y 25 m de altura, el tronco presenta un exudado blanco. Hojas simples, opuestas, elípticas u obovadas de 10 a 19 cm de longitud por 4,5 a 9,5 cm de ancho. Inflorescencia terminal en cima corimbosa, con muchas flores amarillas pequeñas, aglomeradas, pedúnculo de 1 a 2,5 cm de longitud. El fruto es una baya subglobular (forma de mariposa), de color canela al madurar, sincárpica, gruesos, de 4 a 5,5 cm de largo, rugosos; con varias semillas oblongas, de 1,3 a 1,6 cm de largo, negras, rugosas, que flotan en el jarabe que llena el fruto.

## Usos
Es cultivado por los indígenas en sus chagras para consumir su fruto, rico en azúcares, la cual proporciona además potasio y calcio. Generalmente se consume fresco succionando la miel que contiene, pero también se deja fermentar el líquido del fruto sin abrir para obtener un licor o se macera y se cocina para preparar un jugo lechoso.
El exudado o látex del tallo se usa en la medicina tradicional, que le atribuye propiedades para aliviar las enfermedades pulmonares.

## Taxonomía
Macoubea guianensis  fue descrita por Jean Baptiste Christophore Fusée Aublet y publicado en Histoire des Plantes de la Guiane Françoise 2(Suppl.): 18, t. 378. 1775.
Sinónimos
- Tabernaemontana aubletii (Aubl.) Pulle, Recueil Trav. Bot. Néerl. 9: 157 (1912).
- Tabernaemontana macrophylla Poir. in J.B.A.P.M.de Lamarck, Encycl., Suppl. 5: 267 (1817).
- Tabernaemontana reticulata A.DC. in A.P.de Candolle, Prodr. 8: 366 (1844).
- Tabernaemontana paucifolia Müll.Arg. in C.F.P.von Martius & auct. suc. (eds.), Fl. Bras. 6(1): 87 (1860).
- Merizadenia amplifolia Miers, Apocyn. S. Amer.: 79 (1878), nom. illeg.
- Rhigospira paucifolia (Müll.Arg.) Miers, Apocyn. S. Amer.: 69 (1878).
- Rhigospira reticulata (A.DC.) Miers, Apocyn. S. Amer.: 69 (1878).
- Rhigospira sinuosa Miers, Apocyn. S. Amer.: 70 (1878).
- Macoubea paucifolia (Müll.Arg.) Markgr. ex Ll.Williams, Publ. Field Mus. Nat. Hist., Bot. Ser. 15: 422 (1936).
- Macoubea reticulata (A.DC.) Markgr., Notizbl. Bot. Gart. Berlin-Dahlem 14: 178 (1938).
- Macoubea sinuosa (Miers) Markgr., Notizbl. Bot. Gart. Berlin-Dahlem 14: 178 (1938).
- Parahancornia tabernaemontana Woodson, Bull. Torrey Bot. Club 75: 556 (1948).
- Macoubea witotorum R.E.Schult., Bot. Mus. Leafl. 24: 193 (1976).[7]